# Xiwangmu
Xīwángmǔ (chinesisch 西王母, Pinyin Xīwángmǔ, W.-G. Hsi Wang Mu – „Königinmutter des Westens“) ist eine der ältesten chinesischen Gottheiten, die im mittelalterlichen Daoismus als Unsterbliche, Lehrerin, Symbol der Transzendenz und Vermittlerin zwischen den himmlischen und den irdischen Reichen eine herausragende Rolle spielte, aber auch im heutigen Daoismus, besonders bei den Himmelsmeistern ist sie noch eine hohe Gottheit. Neben den religiösen Kulten gab es in China auch immer wieder Volkskulte um diese Göttin.

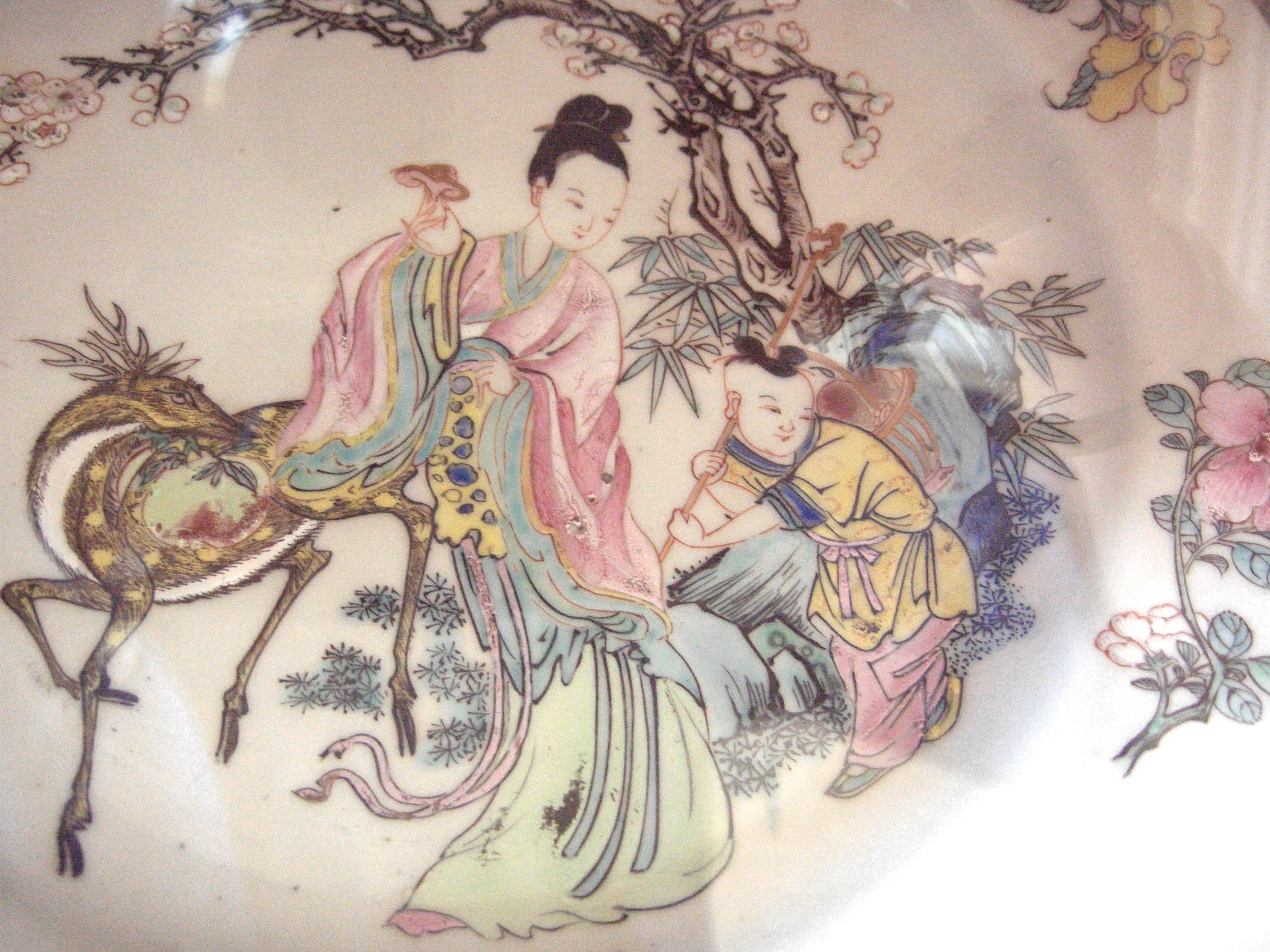
Xiwangmu mit dem Pilz der Unsterblichkeit

## Vorstellung
Zur Ikonographie Xiwangmus gehören das Leopardenfell, der Sheng-Haarschmuck (eine Art Spindel), Sonne und Mond, der Kunlun oder die kosmische Säule, sowie die Pfirsiche der Unsterblichkeit. Häufig wird sie von einem Diener oder einer Magd, vor allem aber von verschiedenen Tieren begleitet, wie etwa einem – ebenfalls für langes Leben stehenden – Hirsch, einem weißen Tiger, dem dreibeinigen blauen Vogel, dem neunschwänzigen Fuchs oder dem Hasen, der das Elixier der Unsterblichkeit bereitet. An ihrem Thron lagern Tiger und Drache, die auch für Yin und Yang stehen. Ihr Gefährte ist Dongwangfu, der Königvater des Ostens, der in Glaube und Kult nie die gleiche herausragende Rolle spielte wie Xiwangmu.
Ihr Wohnort war der Kunlun, ein heiliger Berg im Westen, auf dem der Legende nach ein perfektes und harmonisches Paradies zu finden ist, welches als Mikrokosmos ein ideales Abbild des Makrokosmos und den Sitz der Götter in der irdischen Welt darstellt. Nach einigen Erzählungen wird die Göttin auf dem Kunlun auch von Xian (Unsterblichen) begleitet und hat himmlische Feen als Dienerinnen. Ihr Palast und die Gärten wurden in Kunst und Literatur häufig als unvorstellbar schön geschildert. 
In ihrem Garten stehen neben Zauberquellen auch exakt 3600 Pfirsichbäume in drei Hainen. Die 1200 Bäume im vorderen Hain haben unauffällige Blüten und kleine Früchte. Sie reifen nur alle 3000 Jahre, und wer von ihnen isst, wird zu einem allweisen Feenwesen. Sein Körper wird stark und leicht. Die 1200 Bäume im mittleren Hain haben Doppelblüten und süße Früchte. Sie reifen alle 6000 Jahre, und wer von ihnen isst, kann nach Belieben levitieren und wird niemals alt werden. Die 1200 Bäume im hintersten Hain tragen Früchte mit lila Musterung und ihre Steine sind blass-gelb. Sie reifen nur alle 9000 Jahre, und wer von ihnen isst, wird Himmel und Erde überdauern und wird ebenbürtig zu Sonne und Mond. Wenn diese Pfirsiche wieder einmal so weit sind, lädt Xiwangmu die Unsterblichen zu einem großen Festmahl, damit diese ihre Lebensenergie auffrischen können. In dem aus der Ming-Dynastie stammenden klassischen Roman Die Reise nach dem Westen von Wu Cheng’en wird erzählt, dass der Affenkönig Sun Wukong erst fast alle Pfirsiche von den Bäumen gegessen und später die Fässer mit dem Nektarwein aus den Pfirsichen fast vollständig leergetrunken hat und daher das Festmahl nicht stattfinden konnte.
Der Geburtstag der Göttin wird am dritten Tag des dritten Monats gefeiert, zu dem viele Götter mit Gaben zu einem Festmahl anreisen, z. B. der Drachenkönig Long Wang, der Glücksgott und der Gott des Reichtums Cai Shen.
Trotz der positiven Darstellung als Lehrerin und Bewahrerin des kosmischen Gleichgewichts hat Xiwangmu auch eine zerstörerische Seite. Als höchstes Yin ist sie auch eine Göttin des Todes und Zerstörerin.

## Entwicklung des Xiwangmu-Kults

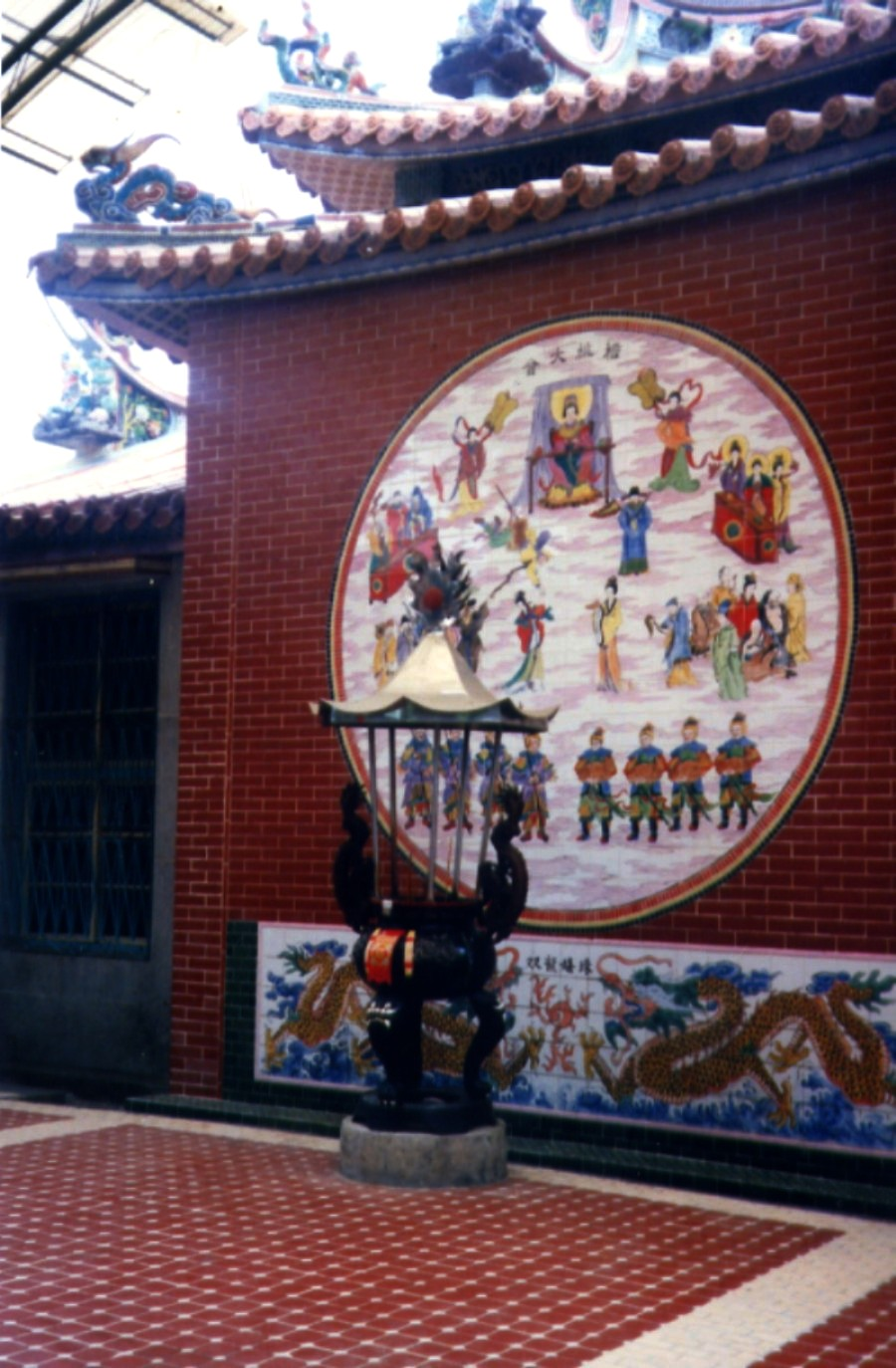
Xiwangmu bei Kaohsiung, Taiwan

Die Spuren Xiwangmus lassen sich bereits in der Shang-Zeit (etwa 1600–1028 v. Chr.), vor dem Entstehen des Daoismus, nachweisen, aber erst später nimmt ihre Gestalt konkrete Züge an.
Während der Zeit der streitenden Reiche (403–221 v. Chr.) erscheint sie als Lehrerin, Göttin des Westens, Göttin heiliger Berge, göttliche Weberin, Schamanin und Sternengöttin. Im Shanhaijing wird sie beschrieben als Wesen mit Leopardenschwanz, Tigerzähnen und pfeifend wie der Wind. In den Werken des Zhuangzi wird Xiwangmu schließlich als Göttin des Westens und des Himmels erwähnt, die das Dao verwirklicht hat und so Unsterblichkeit und göttliche Macht besitzt.
Ab der östlichen Han-Zeit spielte Xiwangmu dann eine sehr wichtige Rolle in den religiösen Vorstellungen und es entstanden auch soteriologische Volkskulte um die Göttin.
Der Ende des 4. Jahrhunderts n. Chr. entstandene Shangqing-Daoismus führte seine Autorität auf sie zurück, sie erschien hier als Lehrerin, die die essentiellen Werke der Transzendenz enthüllte, und als Hüterin der Geheimnisse der Unsterblichkeit, die daoistische Adepten auf dem Weg zu dieser unterrichtete. Ihr Wohnsitz, der Kunlun, wurde als Bibliothek angesehen, aus der die heiligen Werke des Daoismus stammten. In der daoistischen Praxis war sie Adressat von Gebeten, Ritualen, Invokationen, Visualisationen und Imagination, in denen der Adept z. B. den Kunlun besucht, um hier seine magischen Kräfte zu entwickeln.
Im Daoismus der Tang-Zeit (618–907) wurde die Königinmutter des Westens als höchste weibliche Gottheit angesehen, die das höchste Yin symbolisierte, an der Schöpfung des Kosmos mitgewirkt hatte und die kosmische Harmonie aufrechterhielt. Viele Hunderte von Gedichten handelten von ihr.
Im chinesischen Mittelalter wurden viele Geschichten erzählt und aufgeschrieben, die vom Zusammentreffen Xiwangmus mit Menschen, insbesondere Herrschern, handelten. Die berühmteste Legende, die in verschiedenen Versionen erzählt wurde, ist die der Reise König Mus von Zhou zur Königinmutter des Westens. Sie wird z. B. im Liezi erzählt. In der chinesischen Kunst wurde sie gleichfalls häufig dargestellt. Auch findet man in vielen Gräbern Darstellungen der Göttin, da man hoffte, sie würde nach dem Tod die Seele in das Paradies der Unsterblichen geleiten.